# منارة قطب الدين
منارة قطب الدين أو قطب منار هو معلم تاريخي هندي يقع بالقرب من دلهي. تعتبر منارته الأطول من نوعها في الهند وثان أطول المنارات في تاريخ العالم الإسلامي بعد منارة الجيرالدا في أشبيلية. يضم المجمع مبان أخرى ويستقطب إليه جموعا كبيرة من السياح كل عام. قامت منظمة اليونسكو بإدراج المعلم في قائمة التراث العالمي.

## التاريخ
أصبح قطب الدين أيبك، تركي الأصل، وممن ساهموا في نشر الإسلام في شمال الهند، وهو أول حاكم من سلسلة من المماليك الأتراك الذين أسسوا سلطنة دلهي، أراد أن يخلد عهده، فقام ببدء أعمال بناء المنارة عام 1193 م، لم تسعفه الظروف في إكمال العمل (انتهى عند المستوى الأول) فقام خليفته إلتمش بإضافة ثلاث مستويات أخرى، ثم قام فيروز شاه تغلق عام 1368 م بإضافة المستوى الخامس وهو آخرها.

## التسمية
يعتقد بعض المؤرخين أنه وعكس ما يقال أن تسميته تعود إلى السلطان قطب الدين أيبك، فإن السبب الحقيقي في تسميته بقطب منار يعود إلى خواجه قطب الدين، أحد المتصوفين والذي قدم من بغداد ثم عاش في الهند، وحظي أثناءها بمكانة كبرى لدى السلطان إلتمش.

## المنارة
يمكن معاينة اختلاف الأساليب المعمارية عند مشاهدة المستويات الخمسة للمنارة علما أن المعلم استغرق إكماله سنوات طويلة، لا يعرف بالضبط الغرض الحقيقي الذي اتخذت لأجله هذه المنارة، يرجح البعض فكرة أن أيبك أراد أن يمجد بداية عهد حكم المسلمين للهند بهذا البناء، بينما يرى البعض أنها مجرد مئذنة عادية تتبع المسجد الملاصق، اتخذت للإعلان عن دخول وقت الصلاة.
شيدت المنارة على أنقاض لال كوت، البرج الأحمر لمدينة دلهي القديمة، والذي قام ببنائه راي بيثورا عام 1180 م، آخر حاكم هندوسي لإمارة دلهي. يبلغ ارتفاعها 72.5 مترا -من أصل 80 مترا-، ويوجد بدخلها درج حلزوني يعد 379 درجة، يمكن عن طريقه الوصل إلى القمة -تم غلقه في وجه الجمهور بسبب حالات الانتحار-. يبلغ القطر في القاعدة 14.3 م، فيما لا يتجاوز الـ2.7 متر في أعلى المبنى. تعتبر هذه المنارة أعلى مبنى حجري في الهند، وأحد المعالم الإسلامية الفريدة من نوعها. استعملت في بناءه أحجار رملية حمراء اللون، بينما أكمل المستويان الأخيران بالرخام الأبيض، جدران المبنى مزخرفة بالنقوش والآيات القرآنية.

## المسجد والمباني الملحقة
يضم مجمع قطب منار العديد من المباني الأخرى أهمها وأكبرها مسجد قوة الإسلام والذي يعد أول مسجد بني في الهند. استعملت في تشييده الحجارة التي اقتلعت من المعابد الجاينية (عقيدة هندية قديمة) والهندوسية الـ27 والتي كانت قائمة بالقرب من المكان، يجمع المسجد بين أسلوبي العمارة الإسلامي والهندي. لم يتبق من المسجد الأصلي إلا بعض الآثار، على أنه يمكن معاينة بعض الأجزاء التي تزينها نقوش من الزهور والآيات القرآنية.
إلى الغرب من المسجد يوجد ضريح السلطان إلتمش- وهو تركي الأصل أيضاً - والذي شيد عام 1235 م، كان الأمر شيئا غير مألوف في تاريخ الهند، فقد جرت العادة أن يتم حرق جثث الموتى، ليقام على شرفهم بعد ذلك نصب صغير الحجم. 
غير بعيد عن المسجد ينتصب عمود حديدي ضخم يبلغ طوله 7 أمتار، يعود تاريخه إلى القرن الـ7 للميلاد، نصبه الراجا كوبتا، على شرف فيشنو (آلهة هندوسية). استطاع هذا العمود أن يصمد أكثر من 1600 عام في وجه الصدأ والمناخ الرطب في الهند.

## انظرأيضًا
- قائمة أطول المآذن